# تونيس أند أي
توني واتسون (بالإنجليزية: Toni Watson)‏، الشهيرة باسم تونيس أند أي (بالإنجليزية: Tones and I)‏ هي مغنية، وكاتبة أغاني أسترالية. ولدت في فيكتوريا (أستراليا).